# Conquest (1983)
Conquest ist ein Barbarenfilm von 1983 in italienisch-spanisch-mexikanischer Koproduktion, der von Lucio Fulci inszeniert und in Deutschland im Mai 1984 auf Video erstaufgeführt wurde.

## Inhalt
Die bösartige Ocron möchte sich ihre Welt mit Hilfe der von ihr geschaffenen Wolfsmenschen untertan machen. Da hat der junge Ilias etwas dagegen, der von seinem Vater einen magischen Bogen erhalten hat. Im Lande Ocrons begegnet er Mace, der im Einklang mit der Natur lebt und Ocron stürzen möchte. Ilias unterstützt ihn. Nachdem Ocron, deren seherische Fähigkeiten die Gefahr angezeigt hatten, mit dem Gott des Bösen allerlei Zombies auf die beiden gehetzt hat, kehrt Ilias in seine Heimat zurück, überlegt es sich dann aber anders und wird durch einen Hinterhalt von Dämonen ums Leben gebracht. Mace verbrennt die Leiche, streut die Asche über sich und stellt unter Zuhilfenahme des Bogens Ocron im Kampf. Er tötet sie; und aus ihrem Leichnam springt eine Wölfin, die in den Wald flüchtet…

## Kritik
„Lucio Fulcis neuer Großauftrag für die Schlachthäuser in der Umgebung von Cinecittà.“

„Trotz kunstvoll arrangierter Naturaufnahmen ein Film der übelsten Sorte, in dem in nahezu jeder Szene gemordet und geprügelt wird.“

„Fachleute werden sofort die sehnsüchtige, fast liebevolle Art wiedererkennen, mit denen Fulci alle Arten der Verwesung vorführt.“